# Thury-en-Valois
Thury-en-Valois – miejscowość i gmina we Francji, w regionie Hauts-de-France, w departamencie Oise.
Według danych na rok 1990 gminę zamieszkiwało 441 osób, a gęstość zaludnienia wynosiła 39 osób/km² (wśród 2293 gmin Pikardii Thury-en-Valois plasuje się na 579. miejscu pod względem liczby ludności, natomiast pod względem powierzchni na miejscu 366.).